# CD28
Il CD28 è il membro fondatore di una sottofamiglia di molecole co-stimolatorie caratterizzate da un dominio extracellulare variabile simile all'immunoglobulina. Altri membri della sottofamiglia includono ICOS, CTLA-4, PD-1, PD1H e BTLA.

## Storia
La scoperta del recettore delle cellule T (TCR) all'inizio degli anni '80 ha stimolato gli sforzi per lo studio di come il riconoscimento dell'antigene si traduca nell'attivazione delle cellule T. Si è presto scoperto che l'interazione con il TCR non era sufficiente per l'attivazione completa delle cellule T, ma era necessario un secondo segnale. Infatti, i primi lavori di Jenkins, Schwartz e altri hanno dimostrato che il solo legame del TCR induceva anergia o mancata responsività delle cellule T, e che il "segnale co-stimolatorio" necessario che preveniva la mancata responsività delle cellule T dopo il legame del TCR era presente sulle cellule B e sui monociti.
Questi sforzi hanno portato alla scoperta nel 1986 che un anticorpo monoclonale (mAb) contro CD28, allora chiamato Tp44, che poteva sostituire le cellule non T nel fornire un secondo segnale, se combinato con stimoli TCR immobilizzati, per indurre l'attivazione di cellule T umane primarie e di cellule di Jurkat.

## Caratteristiche strutturali e fisiche
CD28 e CTLA4 sono altamente omologhi. Il CD28 è una proteina di 220 amminoacidi, espressa sulla superficie cellulare come un omodimero glicosilato e legato da ponti disolfuro di 44 kDa. I membri della famiglia CD28 condividono una serie di caratteristiche comuni. Questi recettori sono costituiti da domini appaiati della superfamiglia delle immunoglobuline (IgSF) di tipo V, attaccati a singoli domini transmembrana e domini citoplasmatici che contengono motivi di segnalazione critici.

Struttura CD28

I ligandi di CD28 e CTLA4, CD80 e CD86, sono costituiti da singoli domini IgSF di tipo V e C1. L'interazione di questi recettori co-stimolatori con il ligando è mediata attraverso il motivo MYPPPY all'interno dei domini V-set del recettore. CTLA4 e CD28 condividono anse altamente simili analoghe a CDR3, così come residui d'interfaccia nei filamenti C ed F.
All'interno del complesso CD28-CD80, le due molecole di CD80 convergono in modo che i loro domini prossimali alla membrana si scontrino stericamente, nonostante l'accessibilità di entrambi i siti di legame del ligando su CD28. L'interazione di CD28 con il suo ligando avvia eventi di trasduzione del segnale che dipendono da specifiche associazioni di proteine con la coda citoplasmatica di CD28.
Pur non avendo attività enzimatica intrinseca, la coda citoplasmatica di 41 amminoacidi del CD28 umano contiene motivi di segnalazione a base di tirosina altamente conservati che vengono fosforilati in risposta alla stimolazione del TCR o di CD28, e legano bersagli con domini SH2 in modo fosfotirosina-dipendente. Le sequenze ricche di prolina all'interno della coda citoplasmatica legano anche proteine contenenti domini SH3. In particolare, il motivo YMNM prossimo alla membrana e il motivo PYAP distale hanno dimostrato di formare complessi con diverse chinasi e proteine adattatrici, con alcune proteine in grado di legarsi a uno o entrambi i motivi tramite interazioni con domini SH2 e/o SH3.
Questi motivi sono importanti per l'espressione del gene IL-2, che è mediata dall'attivazione CD28-dipendente dei fattori di trascrizione della famiglia NFAT, AP-1 e NF-κB. Ulteriori siti per la fosforilazione e l'ubiquitinazione si trovano all'interno del dominio citoplasmatico, ma il risultato funzionale della modificazione post-traduzionale di questi siti non è chiaro.
Il motivo YXXM prossimale alla membrana è condiviso da CD28, CTLA-4 e ICOS, ed è un sito di consenso per la subunità p85 della PI3K. Oltre alla metionina in posizione +3 della sequenza YMNM, che conferisce specificità per PI3K, l'asparagina in posizione +2 conferisce specificità per le proteine adattatrici GRB2 e GADS su CD28.
Nonostante la mutazione di entrambi questi motivi di segnalazione, nelle cellule con doppia mutazione sono state osservate risposte CD28-dipendenti residue, suggerendo che motivi aggiuntivi possono contribuire alla segnalazione di CD28. Una limitazione di studi su questa mutazione è che GRB2 è in grado di legarsi a entrambi questi motivi e il legame di GRB2 al motivo YMNM è conservato anche quando la tirosina è mutata.

## Biochimica
CD28 guida processi biochimici intracellulari critici, tra cui fosforilazione e segnalazione trascrizionale, metabolismo e produzione di citochine, chemochine e segnali di sopravvivenza chiave che sono essenziali per l'espansione e la differenziazione a lungo termine delle cellule T. Cosa ancora più importante, il trattamento di topi con un antagonista solubile di CD28 ha indotto tolleranza antigene-specifica che ha prevenuto la progressione di malattie autoimmuni e il rigetto di trapianti d'organo.

Struttura CD86

Inoltre, negli ultimi due decenni, è stato identificato un numero crescente di molecole sulla superficie cellulare che condividono una significativa omologia con CD28 e i suoi ligandi. Pertanto, esiste un insieme sempre più complesso di interazioni in cui il singolo recettore CD28 si lega a più ligandi e i ligandi, B7-1 (CD80) e B7-2 (CD86), che a loro volta possono legare più recettori, incluso CTLA-4. CTLA4 si lega a questi ligandi con un'affinità superiore rispetto a CD28, il che consente a CTLA4 di competere con CD28 per il ligando e di sopprimere le risposte delle cellule T effettrici.
I ligandi di CD28, CD80 e CD86, divergono nei loro schemi di espressione, negli stati multimerici e nella funzionalità, aggiungendo un altro livello di complessità alla regolazione della segnalazione di CD28. CD80 è presente principalmente in forma dimera sulla superficie cellulare, mentre CD86 è monomerico.
CD86 è espresso in modo costitutivo sulle cellule presentanti l'antigene (APC) ed è rapidamente sovraregolato da stimoli innati delle APC, mentre CD80 è sovraregolato in momenti successivi. CD86 potrebbe quindi essere più importante nell'avvio delle risposte immunitarie. CD80 e CD86 sono indotti da stimoli diversi in diversi tipi cellulari e non sono intercambiabili nella funzione.
Sebbene il legame di CTLA-4 a CD80 o CD86 sia sempre più forte del legame di CD28, in competizione, CD86 ha una preferenza relativa per CD28 rispetto a CD80, che si lega molto fortemente a CTLA-4. Quindi, l'espressione sequenziale di CD86 seguita da CD80 sulle APC può funzionare per aumentare la funzione soppressiva di CTLA-4 una volta iniziata una risposta immunitaria, poiché l'interazione CTLA4-CD80 in una fase successiva di una risposta immunitaria è particolarmente forte.
Esperimenti hanno mostrato che CD28 e CTLA4 hanno effetti opposti sulla stimolazione delle cellule T: CD28 fornisce un segnale attivatorio e CTLA-4 fornisce un segnale inibitorio, che è ora considerato un checkpoint immunitario prototipico. ICOS, che contribuisce anch'esso all'attivazione, si lega al suo ligando B7H2 (ICOSL), che serve anche come ligando per CD28 e CTLA4 umani.
I ligandi principali per CD28 sono indotti dall'esposizione ad ambienti infiammatori o a pattern microbici. L'espressione basale di CD80 e CD86 è necessaria per prevenire l'autoimmunità sostenendo le popolazioni di cellule T regolatorie. Il cross-linking mediato da anticorpi di CD80 sulla superficie delle cellule T aumenta il flusso di Ca2+ e la produzione di interferone gamma.
Poiché CD28 favorisce il legame di ligandi monomerici, mentre CTLA4 favorisce quello di ligandi dimerici, il rapporto di CD80 e CD86 nelle forme monomeriche rispetto a quelle multimeriche può giocare un ruolo critico nel modulare la segnalazione delle cellule T influenzando l'avidità delle interazioni recettore-ligando.
Oltre alle cellule T, anche le plasmacellule esprimono CD28. I segnali di CD28 possono regolare la produzione di anticorpi da parte delle plasmacellule o la sopravvivenza delle stesse.

### Genetica
Il gene CD28 è composto da quattro esoni. ICOS e CD28 sono geni strettamente correlati che sono nati da un evento di duplicazione.
CD28 è espresso in modo costitutivo sulle cellule T di topo, mentre l'espressione degli altri membri della famiglia ICOS e CTLA4 è indotta dalla stimolazione del recettore delle cellule T e in risposta a citochine come l'IL-2. CD28 è espresso su circa l'80% delle cellule T CD4+ umane e il 50% delle cellule T CD8+. La proporzione di cellule T CD28 positive negli esseri umani diminuisce con l'età. Sebbene l'espressione di CD28 sia stata identificata su altre linee cellulari, comprese le cellule stromali del midollo osseo, le plasmacellule, i neutrofili e gli eosinofili, l'importanza funzionale di CD28 su queste cellule non è completamente compresa.

## Farmacologia e tossicologia
Queste proprietà hanno portato allo sviluppo di Abatacept e Belatacept, che sono usati clinicamente per trattare rispettivamente l'artrite reumatoide e il rigetto di trapianto d'organo. Al contrario, l'avvento degli agonisti di CD28 potrebbe aprire la strada a una nuova classe di attivatori immunitari per il trattamento di malattie infettive.